# Talesch (Verwaltungsbezirk)
Talesch (persisch شهرستان طوالش) ist ein Schahrestan in der Provinz Gilan im Iran. Er enthält die Stadt Talesch, welche die Hauptstadt des Verwaltungsbezirks ist und am Kaspischen Meer liegt. Im Bezirk lebt das Volk der Talyschen.

## Kreise
- Zentral (بخش مرکزی)
- Asalem (بخش اسالم)
- Haviq (بخش حویق)
- Kargan Rud (بخش کرگان‌رود)

## Demografie
Bei der Volkszählung 2016 betrug die Einwohnerzahl des Schahrestan 200.649. Die Alphabetisierung lag bei 82 Prozent der Bevölkerung. Knapp 39 Prozent der Bevölkerung lebten in urbanen Regionen.
| Zensusjahr | Einwohnerzahl |
| ---------- | ------------- |
| 2011       | 189.933       |
| 2016       | 200.649       |